# Script (tipografía)

Kuenstler Script es un ejemplo de script formal.

La tipografía tipo Script está basada en la variedad y a menudo fluido del trazo creado en la escritura a mano. Script está organizado en tipos formales muy regulares similares a la escritura en cursiva y en otros de tipo más informal.

## Scripts tipo formal
La mayoría de las tipografías script formales están basados en las formas de las letras de los maestros escritores de los siglos XVII y XVIII como George Bickham, George Shelley, y George Snell. Las letras en su forma original son generadas con la punta biselada de una pluma creando trazados gruesos y finos en función de la dirección del trazado. Las tipografías basadas en el estilo de escritura aparecieron a finales del siglo XVIII y durante el XIV. Actualmente se pueden observar muestras de época de esta tipografía en "Kuenstler Script" y "Matthew Carter's typeface Snell Roundhand". Estas tipografías son frecuentemente usadas para invitaciones y diplomas para causar una sensación de elegancia e importancia.

## Scripts tipo informal
El tipo informal muestra unos trazados más imperfectos. Los trazados pueden variar en ancho, pero normalmente parece que han sido creados con brocha en vez de con pluma. Los tipos informales aparecen a principios del siglo XX y con la llegada de la composición fotográfica a principio de los 50 su número se vio incrementado rápidamente. Los scripts informales fueron muy usados en Europa y Norte-América en los 70. Ejemplos de este tipo de escritura son: Brush Script, Kaufmann Script, y Mistral.